# Lut
Lut är ett allmänt namn på vattenlösningar av basiska kemikalier, till exempel natronlut, kalilut medan lutfisk bereds av en vattenblandning med natriumkarbonat och kalciumhydroxid (släckt kalk).